# Сарагоса
Вижте пояснителната страница за други значения на Сарагоса.
Сараго̀са (на испански: Zaragoza) е град в Испания, столица на автономния регион Арагон.
Населението на града е 682 004 души (2013), което го прави 5-и по големина в страната. Сарагоса е важен индустриален център с добре развита тежка промишленост. Най-големият завод в града е автомобилостроителният завод на „Опел“ с над 8000 работници. Други важни отрасли са електротехническа (производство на перални, хладилници), електроника, фина механика и оптика, медицинска апаратура, локомотивостроене, селскостопанско машиностроене, химическа промишленост. От леката промишленост добре представени са текстилната и хранително-вкусовата.
В града има много културни забележителности, най-известните от които са Старата базилика, Базиликата „Нуестра Сеньора дел Пилар“, дворецът Алхаферия с мавърски архитектурни елементи и много други. Градът разполага и с 9 болници, сред които изпъква Университетската болница „Мигел Сервет" с 1345 легла. Обществените библиотеки в града са 23 с 277 598 тома. Университетът на Сарагоса, където се обучават 40 000 студенти в 22 факултета, е основан през 1542 г. и е един от най-старите университети в света.
Сарагоса е седалище на Испанските военновъздушни сили, чиято база се използва и от Американските военновъздушни сили като тренировъчна база. В града е разположен също Щабът на Испанските сухопътни войски и Главната военна академия на Испания и някои други части.
Най-голямата фиеста в града са празненствата в чест на Девата от Пилар. Покровител на града е Сан Валеро (29 януари). Между 14 юни и 14 септември 2008 г. - 200 години след обсадата от Наполеон Бонапарт по време на Войната за независимост и 100 години след Испанско-френското изложение през 1908 г., в Сарагоса се провежда световно изложение „Експо 2008“, посветено на водата. Там е седалището на Секретариата на ООН за Десетилетието на водата. Сарагоса е 6-ият по туристическа посещаемост град в Испания. Там е живял и творил Гоя.

## История
Сарагоса разполага с повече от 2000-летна история. Най-старите следи от живот датират от VII в. пр. Христа, от древни поселища от края на Бронзовата епоха.
Между 25 г. пр.н.е. и 12 г. пр.н.е. (или вероятно през 14 г. пр.н.е.) върху останките от древния иберийски град Салдувия Октавиан Август основава римски град, който нарича на себе си – Caesaraugusta – Colonia Caesar Augusta (на български: Колония Цезар Август). Градът е с правоъгълна планировка на застрояване и приблизителна площ от около 47 хектара. Малко по-късно градът процъфтява и се превръща в най-важното селище по средното течение на Ебро.
През 452 г. градът е превзет от суевите, а през 466 г. – от вестготите, които го присъединяват към своето Кралство Толоса. Преживява френската обсада през 541 г. и множество атаки от страна на баските племена.
През VII век по време на епископите Браулио (епископ на града между 631 и 651 г.) и Самуел Тахóн (от 651 до 683 г.) Сарагоса е в апогея на славата си. През 714 г. градът е окупиран от сарацина Муса ибн Нусайр и става важен център за мюсюлманите, които го наричат Медина ал-Байда Саракуста (бялата Сарагоса). През 788 г. влиятелното семейство Бану Каси от Лéрида, прави Сарагоса столица на своето емирство. Поради непосредствената близост на християнските кралства мюсюлманите изграждат нови крепостни стени и разширяват града, създавайки 2 нови квартала – еврейски и на християнското малцинство. С разпадането на халифата на Кордоба през 1031 г. Сарагоса е обявена за столица на значимото Емирство Саракуста.
В хода на Реконкистата през 1118 г. Алфонсо I завоюва Сарагоса с подкрепата на кастилци и арагонци и я превръща в столица на Кралство Арагон. Мюсюлманското население е принудено да се пресели извън стените на града, където създава нов, мавърски квартал, а центърът на града е заселен с християни и даден като феодално владение на Гастон IV де Беарне заради заслугите му.
В края на ХIII в. градът става център на Арагонското обединение (сдружение на благородници за ограничаване на кралската власт и поддържане на собствените им привилегии), което е унищожено от Педро Церемониалния (крал на Арагон, Валенсия и граф на Барселона) през 1384 г. По време на Инквизицията, наред с множеството бунтове, Сарагоса се прочува и с убийството на инквизитора Педро Арбуéс през 1485 г. През ХV в. се появяват предградията на земеделците и рибарите.
По време на управлението на Фернандо II де Арагон – Католическия крал – е основан Университетът на Сарагоса и се изгражда „Лонха“ (първата стокова борса), чиято сграда е запазена и до днес и функционира като общинска изложбена зала. Прогонването на евреите през 1492 г. и на мюсюлманите през 1609 г. предизвиква известен застой в развитието на града, но въпреки това той не губи важността си и има 25 000 жители през 1548 г.
В края на ХVI в. Сарагоса става сцена на важни събития. Антонио Перес – държавен секретар на крал Фелипе II, е задържан и обвинен в измяна на Короната и убийство, за което трябвало да бъде съден от Върховния съд на Арагон. За да предотврати това, Фелипе II обявява секретаря си за еретик и разпорежда преместването му, за да бъде съден от Светата инквизиция – институция с по-висок ранг от Върховния съд. Когато обаче е изведен за преместването, народното недоволство принуждава Антонио Перес да се върне обратно в затвора. Кралят и Инквизицията заплашват с публични наказания за назидание. Фелипе II изпраща армията. Върховният съдия на Арагон Хуан V де Лануса, който застава начело на протестите, е задържан и екзекутиран без съд. Скоро след това протестите затихват, а този инцидент остава сред най-мрачните периоди на политически съзаклятия и интриги. В памет на събитията на площад „Арагон" (Plaza de Aragón) в Сарагоса е издигнат паметник на правосъдието.

## География
Сарагоса е разположена в долината на Ебро, на мястото, където в реката се вливат притоците и Уерва и Гайего. Реката е от много голямо значение за града. Понастоящем, благодарение на Експо 2008, бреговете на Ебро се намират в много добро състояние. Работено е много, за да могат жителите на града да се наслаждават на природните дадености – създадени са дълги участъци с коловози за велосипеди, а също и паркове с различни услуги. Високият коефициент на изпаряемост, заедно с ниското ниво на валежите, благоприятстват развитието на степна растителност в околностите на Сарагоса – пейзаж, контрастиращ на богатата речна растителност. Като цяло растителността в града е типична за умерено-континенталния климат, по-рядко се срещат палми и кактуси. Мандарини се забелязват само в ботаническата градина, вероятно поради по-ниските температури през зимата. Често в парковете и по улиците се срещат иглолистни дървета от вида на боровете.

## Климат
Сарагоса има средиземноморски континентален полупустинен климат. Екстремните температури не са рядкост. Зимите са много студени, с много облаци и отрицателни температури, особено през месеците декември и януари. Летата са горещи, с температури, понякога надвишаващи 35 °C, дори достигащи до 40 °C в някои дни. Валежите са оскъдни и предимно през пролетта, като годишното им ниво е около 315 mm. Най-високата регистрирана температура в историята е 43,1 °C на 22 юли 2009 г., а най-ниската – минус 14 °C на 1 януари 1888 г. Снеговалежите са изключителна рядкост поради малката надморска височина (210-250 метра). Средната скорост на вятъра е 19 km/h. Северният вятър е характерен за зимата и за началото на пролетта.

## Икономика
Сарагоса е 4-тият по значимост град в Испания според Индекса за икономическа активност. В икономиката на града важно място заемат заводите „Опел" на „Дженерал Мотърс“ във Фигеруелас (малка община в провинция Сарагоса). Други важни компании са B/S/H (Bosch, Siemens, Balay) - електродомакински уреди, CAF - локомотиви и железопътни материали, Torraspapel - лидер в производството на хартия, Pikolin - матраци, Lacasa - шоколад, Hispano-Carrocera - автобуси, LeciTrailer - камиони, шасита, ремаркета и полуремаркета, контейнери и пр., пивоварният завод Ambar и др. Проекти като PLAZA (Plataforma logística de Zaragoza), която със своите 12 500 000 m² е най-голямата в Южна Европа, дават импулс на логистичния сектор през последните години, извеждайки търговския транспорт на региона на 3-то място в Испания след Мадрид и Барселона. Някои от фирмите, разположени в PLAZA, са Dell, Индитекс (Zara, Massimo Dutti), известната фирма за производство на детски играчки Imaginarium, Porcelanosa (обзавеждане и аксесоари за баня), веригата хипермаркети Eroski и множество други.
В края на 2007 г. е оповестено началото на макропроекта „Гран скала" – град на развлеченията, който ще бъде разположен в района на Лос Монегрос (между Сарагоса и Уеска) и в който Сарагоса се стреми да играе главната роля. Комплексът ще включва 32 казина, 70 хотела, 6 големи тематични парка и 12 по-малки, музеи, игрища за голф и хиподрум. Реализацията на проекта започва през 2011-2012 г., като през 2014 г., когато ще бъде приключена първата фаза, се очакват около 5,5 милиона туристи. През 2020 г., когато комплексът ще бъде завършен окончателно, туристите ще бъдат 25 милиона души. Стремежът е „Гран Скала" да се превърне в най-големия център на хазартните игри, след Лас Вегас.
Milla Digital е проект, претендиращ да привлече фирмите, свързани с развитието на новите технологии. Изключително добрият имидж, изграден по време на Експо 2008, положителната оценка на ООН относно създаването на център за наблюдение и изследване на климатичните промени и не на последно място конкурентоспособността на проекта по отношение на цени и заплати (в сравнение с Мадрид и Барселона), спомага идеята да се реализира въпреки първоначалните колебания за нейната осъществимост.
Пуерто Венеция е друг от големите проекти в процес на изграждане. Става дума за 2-рия по големина в Европа парк за развлечения и търговия и 1-ви в Западна Европа. На площ от 206 000 m² са обединени мода, спорт, забавления и услуги. Ще разполага с най-голямата галерия за мода в Испания, разположена на площ повече от 72 000 m². Присъствието на "El Corte Inglés" (първата в Испания верига молове) и на IKEA – сред най-големите в страната магазина, превръщат Пуерто Венеция в нещо повече от атракция за арагонците. Паркът вече функционира на 1-ва фаза и е приел повече от 5 милиона посетители. Сарагоса е избрана за негово седалище поради това, че около 60% от населението и около 80% от богатствата на Испания са концентрирани в радиус от около 300 km от града.
Подобен род големи търговски инициативи стимулират развитието на редица дейности и създаването на множество офиси като внушителната сграда на World Trade Center Zaragoza.

## Комуникации
Сарагора е свързана с Мадрид, Барселона, Билбао и Валенсия (през Теруел) посредством автомагистрали. По автомагистрала А-3 се достига почти до Франция (в посока на тунела Сомпорт), въпреки че веднага след границата пътят се превръща в 3-класен заради необяснимата политика на френското правителство, което повече от 3 десетилетия отказва да инвестира в този маршрут, затруднявайки добрата комуникация между Сарагоса и Тулуза.
Градът разполага със собствено международно летище. През март 2008 г. е открит новият терминал с капацитет за 1 милион пътници и понастоящем, благодарение основно на компанията за нискотарифни полети Ryanair, има редовни полети до Лондон, Милано, Рим, Брюксел, Париж, Франкфурт, Мадрид, Палма де Майорка, Аликанте и Сантяго де Компостела. Що се отнася до търговския транспорт, летището на Сарагоса е в процес на изключителен подем, което през първите месеци на 2009 г. го поставя по значимост на 3-то място в страната. Предстои изграждането на нова модерна контролна кула.
На 11 октомври 2003 г. е открита новата високоскоростна железопътна линия (AVE) Мадрид – Сарагоса – Лèрида, осигуряваща връзка между Сарагоса и Мадрид само за 90 мин. На 20 февруари 2008 г. е открито продължението на линията до Барселона. От май 2007 г. новата железопътна гара Делисиас подслонява и централната автогара на града.

## Транспорт
В последните години градът е строен „на широко" с типично испански стил: широки улици, често пъти с еднопосочно движение за увеличаване на проходимостта на движението, удобни за пешеходците тротоари с възможности за движение с количка, паркови пространства за спорт и отдих и наличието на водни пространства и фонтани.
Основният градски транспорт в Сарагоса е автобусният. Фирмата концесионер осигурява заетост на почти 750 работници и служители и разполага с автопарк от близо 350 превозни средства, обслужващи 47 градски линии, по които се реализират около 15 милиона пътувания годишно. Функционира също и линия на така атрактивните туристически автобуси. От 2008 г. градът разполага и с редовна автобусна линия, обхващаща околните населени места. В проект е друга подобна линия с дестинация логистичната платформа PLAZA.
Първата фаза на първата трамвайна линия в града е открита на 19 април 2011 г., а втората фаза е в процес на изграждане и се очаква да бъде приключена през 2013 г. Макар и в начален стадий, се правят проучвания за изграждане на метро-линия по направление изток – запад.
Сарагоса разполага и с няколко околовръстни шосета, основните от които са:
- Z-30 – градско шосе с ограничение 50 km/h, което значително облекчава трафика в центъра на града.
- Z-40 – магистрала, обикаляща изцяло града и улесняваща транзитното преминаване, както и разделяне на градския и регионалния трафик от националния.

През 2008 г. е въведена системата за велосипеди под наем и са изградени допълнително 40 km велосипедни алеи, с което общата им дължина става 88,4 km. Към средата на 2009 г. се изчисляват на 9000 ежедневните ползвания на тази услуга, в добавка към 20 000 придвижвания дневно със собствени велосипеди. Съществуват 100 стоянки за 1000 велосипеда. Услугата функционира целогодишно, без почивни дни. Работното време е от понеделник до четвъртък – 6.00 – 24.00 часа, в петък – 6.00 – 01.00 часа, събота, неделя и празници – 8.00 – 01.00 (съответно 24.00 часа, ако предстои работен ден). Годишният абонамент струва 20 евро.
Атрактивна услуга е разходката с кораб от пристанище Вадорей до района на Експо 2008, но поради проблеми с пълноводието на реката в някои периоди на годината тази услуга не се предлага постоянно.
За международното изложение през 2008 г. е изградена въжена кабинкова линия с дължина 1,5 km, която работи само в края на седмицата и в празнични дни.

## Побратимени градове
- Биариц, Франция
- Витлеем, Палестинска автономия
- Замбоанга, Филипините
- Киото, Япония
- Коимбра, Португалия
- Ла Пас, Боливия
- Ла Плата, Аржентина
- Леон, Никарагуа
- Мостолес, Испания
- По, Франция
- Понсе, Пуерто Рико
- Сарагоса, Гватемала
- Скопие, Северна Македония
- Тирана, Албания
- Тихуана, Мексико